# Lithostrotia
Clade
Les Lithostrotia forment un clade éteint  de dinosaures sauropodes, des titanosaures dérivés, qui ont vécu au cours du Crétacé. Ce groupe a été défini par Paul Upchurch et ses collègues en 2004.

## Étymologie
Le nom Lithostrotia provient du grec ancien lithostros, signifiant « incrusté de pierres ». Il se réfère au fait que de nombreux représentants de ce groupe sont conservés avec des ostéodermes ; ceci n'étant toutefois pas une caractéristique distinctive de ces animaux.

## Historique et Définition
Richard Lydekker érige la famille en 1895 pour regrouper les sauropodes avec des vertèbres caudales procoèles (concaves sur le devant) en se basant sur le genre Titanosaurus, qui lui a donné son nom. Le nom de Titanosauridae a alors connu un grand succès, il a été redéfini successivement par Salgado et ses collègues (1997), González-Riga (2003) et Salgado (2003) comme un taxon  basé sur les nœuds.
La première étape de la définition du clade des Lithostrotia, a été la révision du genre Titanosaurus en 2003 par J. A. Wilson et P. Upchurch. Ils concluent à l'invalidité de l'espèce type, Titanosaurus indicus, car celle-ci est basée sur des restes fossiles trop partiels, deux vertèbres de la queue seulement, qui sont insuffisants pour identifier des caractéristiques diagnostiques. Ces auteurs sont cohérents en remettant en question tous les taxons utilisant Titanosaurus comme référence : Titanosauroidea, Titanosauridae et Titanosaurinae, qu'ils considèrent également comme invalides.
En 2004, Upchurch et ses collègues introduisent donc le nouveau groupe des Lithostrotia, pour décrire le même groupe que les Titanosauridae, famille érigée en 1895 par Richard Lydekker pour regrouper les sauropodes avec des vertèbres caudales procoèles (concaves sur le devant) en se basant sur le genre Titanosaurus, qui lui a donné son nom. 
Les Lithostrotia sont définis comme regroupant le dernier ancêtre commun de Malawisaurus et de Saltasaurus et tous les descendants de cet ancêtre. Depuis cette date, le nom de Lithostrotia est utilisé par la plupart des paléontologues et remplace celui de Titanosauridae.

## Classification
La plupart des genres autrefois attribués aux Titanosauroidea et aux Titanosauridae sont aujourd’hui regroupés dans le clade des Lithostrotia au sein des Titanosauria. Les Titanosauria regroupent aussi des sauropodes moins dérivés, placés en amont des Lithostrotia, et classés de façon plus informelle comme des titanosaures basaux ou intermédiaires.
Les trois analyses cladistiques suivantes montent la position des Lithostrotia parmi les Titanosauria. La famille des  Saltasauridae, qui dans des phylogénies antérieures englobait les Lithostrotia, est aujourd'hui incluse dans ceux-ci,,.

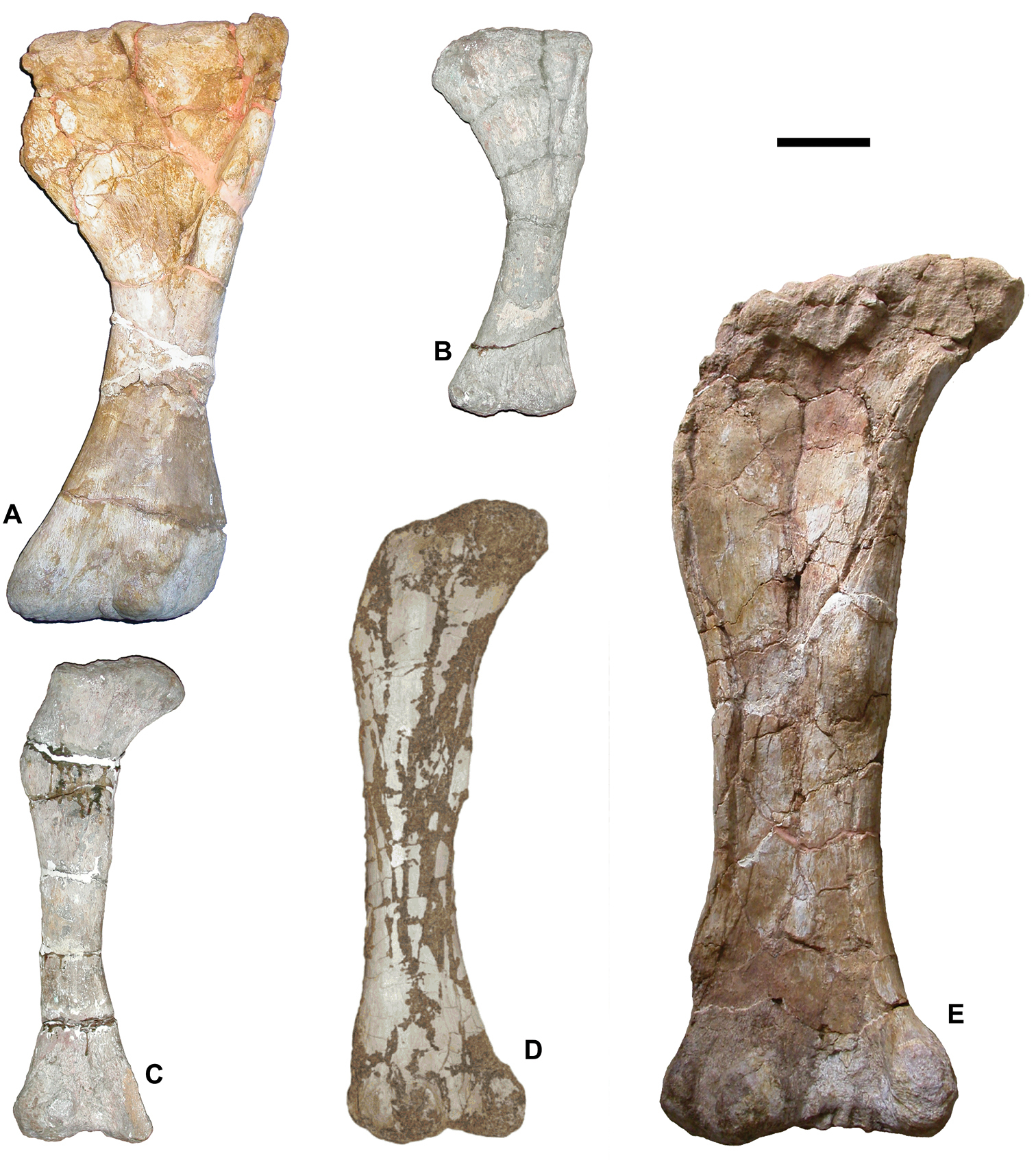
Différences de tailles entre les os des membres
de plusieurs titanosaures de l'« archipel européen » au Crétacé supérieur:
Ampelosaurus (A : humérus et E : fémur) ; Magyarosaurus (B : humérus, C : fémur) ; Lirainosaurus (D : fémur).
La barre horizontale noire mesure 10 cm.

- Cladogramme de P. D. Mannion, P. Upchurch, X. Jin et W. Zheng en 2019[5] :

- Titanosauria
  - Andesaurus
  - 
    - Ruyangosaurus
    - 
      - 
        - Daxiatitan
        - Xianshanosaurus

      - Lithostrotia
        - Malawisaurus
        - 
          - 
            - 
              - Tapuiasaurus
              - Nemegtosaurus

            - 
              - 
                - Aeolosaurus
                - Rapetosaurus

              - 
                - Alamosaurus
                - 
                  - Isisaurus
                  - 
                    - Saltasaurus
                    - 
                      - Opisthocoelicaudia
                      - 
                        - Savannasaurus
                        - Diamantinasaurus

          - 
            - Epachthosaurus
            - 
              - 
                - 
                  - Muyelensaurus
                  - Rinconsaurus

                - 
                  - Pitekunsaurus
                  - 
                    - Antarctosaurus
                    - 
                      - Jainosaurus
                      - Vahiny

              - 
                - Normanniasaurus
                - Lognkosauria
                  - Argentinosaurus
                  - Futalognkosaurus
                  - Mendozasaurus
                  - 
                    - Notocolossus
                    - Patagotitan
                    - Puertasaurus

- Cladogramme de E. Gorscak et P. O'Connor en 2019[6] :

- Titanosauria
  - 
    - Karongasaurus
    - 
      - 
        - Argentinosaurus
        - 
          - Andesaurus
          - Ligabuesaurus

      - 
        - Jiangshanosaurus
        - 
          - 
            - Angolatitan
            - Malarguesaurus

          - 
            - Chubutisaurus
            - Wintonotitan

  - 
    - Tastavinsaurus
    - Lithostrotia
      - 
        - Malawisaurus
        - Mnyamawamtuka

      - 
        - Tapuiasaurus
        - 
          - Normanniasaurus
          - 
            - 
              - 
                - Rinconsaurus
                - 
                  - Isisaurus
                  - Rapetosaurus

              - 
                - Muyelensaurus
                - 
                  - Bonitasaura
                  - 
                    - Gondwanatitan
                    - 
                      - 
                        - Panamericansaurus
                        - 
                          - Overosaurus
                          - Shingopana

                      - 
                        - Trigonosaurus
                        - 
                          - Aeolosaurus
                          - Argyrosaurus

            - 
              - Diamantinasaurus
              - 
                - Patagotitan
                - Saltasauridae
                  - 
                    - Paralititan
                    - 
                      - Maxakalisaurus
                      - 
                        - Neuquensaurus
                        - Saltasaurus

                  - 
                    - 
                      - Epachthosaurus
                      - 
                        - Futalognkosaurus
                        - 
                          - Mendozasaurus
                          - 
                            - Atsinganosaurus
                            - Notocolossus

                    - 
                      - Rukwatitan
                      - 
                        - 
                          - Lohuecotitan
                          - Nemegtosaurus

                        - 
                          - 
                            - Lirainosaurus
                            - Opisthocoelicaudia

                          - 
                            - 
                              - Ampelosaurus
                              - 
                                - Mansourasaurus
                                - Paludititan

                            - 
                              - Pellegrinisaurus
                              - 
                                - Dreadnoughtus
                                - 
                                  - Alamosaurus
                                  - Baurutitan

- Cladogramme de S. F. Poropat et al. en 2014[7] :

- Titanosauria
  - Andesaurus
  - 
    - Argentinosaurus
    - 
      - Epachthosaurus
      - Lithostrotia
        - Malawisaurus
        - 
          - Nemegtosaurus
          - 
            - 
              - Diamantinasaurus
              - Tapuiasaurus

            - 
              - Alamosaurus
              - Saltasauridae
                - Opisthocoelicaudia
                - 
                  - 
                    - Isisaurus
                    - Rapetosaurus

                  - 
                    - Trigonosaurus
                    - 
                      - Saltasaurus
                      - Neuquensaurus